# Ereditabilità
In genetica si definisce  ereditabilità   per un particolare carattere la componente di quel carattere dovuta ai geni, espressa come valore numerico da 0 (nessuna influenza genetica su quel carattere) a 1 (carattere dovuto interamente ai geni). Il concetto di ereditabilità non va confuso con quello di ereditarietà, che indica in generale la proprietà di un organismo di trasmettere le informazioni genetiche alla progenie.